# Liste der Kulturgüter in Lumnezia
Die Liste der Kulturgüter in Lumnezia enthält alle Objekte in der Gemeinde Lumnezia im Kanton Graubünden, die gemäss der Haager Konvention zum Schutz von Kulturgut bei bewaffneten Konflikten, dem Bundesgesetz vom 20. Juni 2014 über den Schutz der Kulturgüter bei bewaffneten Konflikten sowie der Verordnung vom 29. Oktober 2014 über den Schutz der Kulturgüter bei bewaffneten Konflikten unter Schutz stehen.
Objekte der Kategorien A und B sind vollständig in der Liste enthalten, Objekte der Kategorie C fehlen zurzeit (Stand: 1. Januar 2023).

## Kulturgüter
| Foto |                                                                                         | Objekt | Kat. | Typ | Standort                                  | Beschreibung |
| ---- | --------------------------------------------------------------------------------------- | --- | ---- | --- | ----------------------------------------- | ------------ |
| ja   | Datei hochladen · Wikidata zu Crestaulta (Q1139742)                                     | Crestaulta und Cresta Petschna (bronzezeitliche Höhensiedlung und Nekropole) / Crestaulta e Cresta Petschna, colonia alpina dal temp da bronz e necropola KGS-Nr.: 03074 | A    | G   | Lumbrein, Surin 727940 / 169519           |              |
| ja   | Datei hochladen · Wikidata zu Katholische Kirche St. Vinzenz (Q1630173)                 | Katholische Kirche St. Vinzenz / Baselgia catolica Sogn Vincenz KGS-Nr.: 03389                                                                                           | A    | G   | Vella, Pleif 110 733072 / 175258          |              |
| ja   | Datei hochladen · Wikidata zu Pfarrkirche Vrin (Q2083273)                               | Katholische Pfarrkirche St. Maria und Beinhaus / Baselgia catolica Sontga Maria e carner KGS-Nr.: 03412                                                                  | A    | G   | Vrin, Dado Baselgia 44 727110 / 168449    |              |
| ja   | Datei hochladen · Wikidata zu Kapelle St. Sebastian (Q29521423)                         | Kapelle St. Sebastian / Caplutta Sogn Bistgaun KGS-Nr.: 10043 | A    | G   | Degen, Sogn Bistaun 114 732580 / 174519   |              |
| ja   | Datei hochladen · Wikidata zu Kirche St. Lorenz (Q29521401)                             | Katholische Kirche St. Lorenz / Baselgia catolica Sogn Luregn KGS-Nr.: 10061                                                                                             | A    | G   | Suraua 733186 / 173760                    |              |
| ja   | Datei hochladen · Wikidata zu Doppelwohnhaus Nr. 30 (Q29521414)                         | Doppelwohnhaus / Chasa d’abitar dubla KGS-Nr.: 10402 | A    | G   | Lumbrein, Fontauna 30 729756 / 171628     |              |
| ja   | Datei hochladen · Wikidata zu St. Stephan (Cumbel) (Q1742726)                           | Katholische Kirche St. Stephan / Baselgia catolica Sogn Stephan KGS-Nr.: 02963                                                                                           | B    | G   | Cumbel, Cadruvi 11 734026 / 176477        |              |
| ja   | Datei hochladen · Wikidata zu Kirche Nossadunna (Q29784879)                             | Katholische Kirche St. Maria, mit Pfarrhaus / Baselgia catolica Sontga Maria, cun chasa pervenda KGS-Nr.: 02982                                                          | B    | G   | Degen, Fraissen 113 732240 / 174199       |              |
| ja   | Datei hochladen · Wikidata zu Kapelle St. Viktor (Q29784892)                            | Kapelle St. Viktor / Caplutta Sogn Vetger KGS-Nr.: 02983 | B    | G   | Degen, Sogn Vetger 99 732320 / 174100     |              |
| ja   | Datei hochladen · Wikidata zu Kirche St. Valentin und Nikolaus (Q29784899)              | Kirche St. Valentin und Nikolaus / Baselgia SS. Valentin e Nicola KGS-Nr.: 02984                                                                                         | B    | G   | Degen, Vattiz 22 731648 / 174269          |              |
| ja   | Datei hochladen · Wikidata zu St. Martin (Lumbrein) (Q29784878)                         | Katholische Kirche St. Martin / Baselgia catolica Sogn Martin KGS-Nr.: 03075                                                                                             | B    | G   | Lumbrein, Baselgia 101 729840 / 171659    |              |
| ja   | Datei hochladen · Wikidata zu Cas'aulta, Turmhaus (Q29784888)                           | Cas'aulta, Turmhaus / Cas’aulta, chasa-tur KGS-Nr.: 03076 | B    | G   | Lumbrein, Buortga 43 729681 / 171658      |              |
| ja   | Datei hochladen · Wikidata zu Wohnturm Chisti (Q2588118)                                | Burg Lumerins / Chastè da Lumerins KGS-Nr.: 03078 | B    | G   | Lumbrein, Maus 26 729800 / 171604         |              |
| ja   | Datei hochladen · Wikidata zu Kapelle St. Andreas (Lumbrein) (Q1728416)                 | Kapelle St. Andreas / Caplutta Sogn Andriu KGS-Nr.: 03079 | B    | G   | Lumbrein, Sogn Andriu 233 728151 / 170500 |              |
| ja   | Datei hochladen · Wikidata zu Kirche St. Luzius (Peiden) (Q1354708)                     | Katholische Kirche St. Luzius / Baselgia catolica Sogn Liezi KGS-Nr.: 03374                                                                                              | B    | G   | Peiden, Bogn da Peiden 734577 / 175435    |              |
| ja   | Datei hochladen · Wikidata zu Katholische Kirche Vella (Q1604303)                       | Katholische Kirche St. Rochus / Baselgia Sogn Roc KGS-Nr.: 03390 | B    | G   | Vella, Sogn Roc 44 732650 / 175539        |              |
| BW   | Datei hochladen · Wikidata zu Haus de Mont (Q109773000)                                 | Haus de Mont / Casa de Mont KGS-Nr.: 03391 | B    | G   | Vella, Nurtatsch 20 732689 / 175552       |              |
| ja   | Datei hochladen · Wikidata zu Schloss de Mont (Q2244350)                                | Schloss de Mont / Casti de Mont KGS-Nr.: 03393 | B    | G   | Vella, Casti 43 732619 / 175526           |              |
| ja   | Datei hochladen · Wikidata zu Kirche Sankt Florinus (Q29784876)                         | Katholische Kirche St. Florian / Baselgia catolica Sogn Flurin KGS-Nr.: 03411                                                                                            | B    | G   | Vignogn, Vitg 15 731372 / 173427          |              |
| ja   | Datei hochladen · Wikidata zu Haus Vrin (Q29784886)                                     | Haus Vrin / Casa da Vrin KGS-Nr.: 03414 | B    | G   | Vrin, Plaz Cadruvi 67 727080 / 168389     |              |
| ja   | Datei hochladen · Wikidata zu Surcasti (Q1014188)                                       | Mittelalterlicher Burghügel, bronzezeitlich-römische Siedlung / Surcasti, culegna dal temp da bronz e roman, chastè medieval sin crest KGS-Nr.: 10720                    | B    | G   | Surcasti 733200 / 173750                  |              |
| ja   | Datei hochladen · Wikidata zu Kapelle St. Sebastian (Q29784884)                         | Kapelle St. Sebastian / Caplutta Sogn Bistgaun KGS-Nr.: 10749 | B    | G   | Lumbrein, Silgin 199 729690 / 170600      |              |
| ja   | Datei hochladen · Wikidata zu Kapelle St. Joseph (Surcasti) (Q1728429)                  | Katholische Kirche St. Joseph / Baselgia catolica Sogn Giusep KGS-Nr.: 10813                                                                                             | B    | G   | Surcasti 2/48 732940 / 173199             |              |
| ja   | Datei hochladen · Wikidata zu Barockhaus (Q29784895)                                    | Barockhaus / Casa baroca KGS-Nr.: 10814 | B    | G   | Surcasti, Via Crest 2 732990 / 173419     |              |
| ja   | Datei hochladen · Wikidata zu Kirche St. Appolonius und Sta. Maria Magdalena (Q1582492) | Kirche St. Apollinarius und Maria Magdalena / Baselgia Sogn Apollinare e Maria Madlaina KGS-Nr.: 10818                                                                   | B    | G   | Tersnaus, Via Baselgia 13 733551 / 172798 |              |
| ja   | Datei hochladen · Wikidata zu Kapelle St. Valentin (Vrin) (Q29784883)                   | Kapelle St. Valentin / Caplutta Sogn Valentin KGS-Nr.: 10842 | B    | G   | Vrin, Puzzatsch 232c 724918 / 166655      |              |
| ja   | Datei hochladen · Wikidata zu Kapelle St. Joseph (Vrin) (Q29784881)                     | Kapelle St. Joseph / Caplutta Sogn Giusep KGS-Nr.: 10843 | B    | G   | Vrin, Sogn Giusep 725860 / 167191         |              |
| ja   | Datei hochladen · Wikidata zu Kapelle St. Murezi (Q1431927)                             | Kapelle St. Murezi / Caplutta Sogn Murezi KGS-Nr.: 12439 | B    | G   | Cumbel, Sogn Murezi 135 734938 / 177325   |              |